# Tesoro di Arcisate

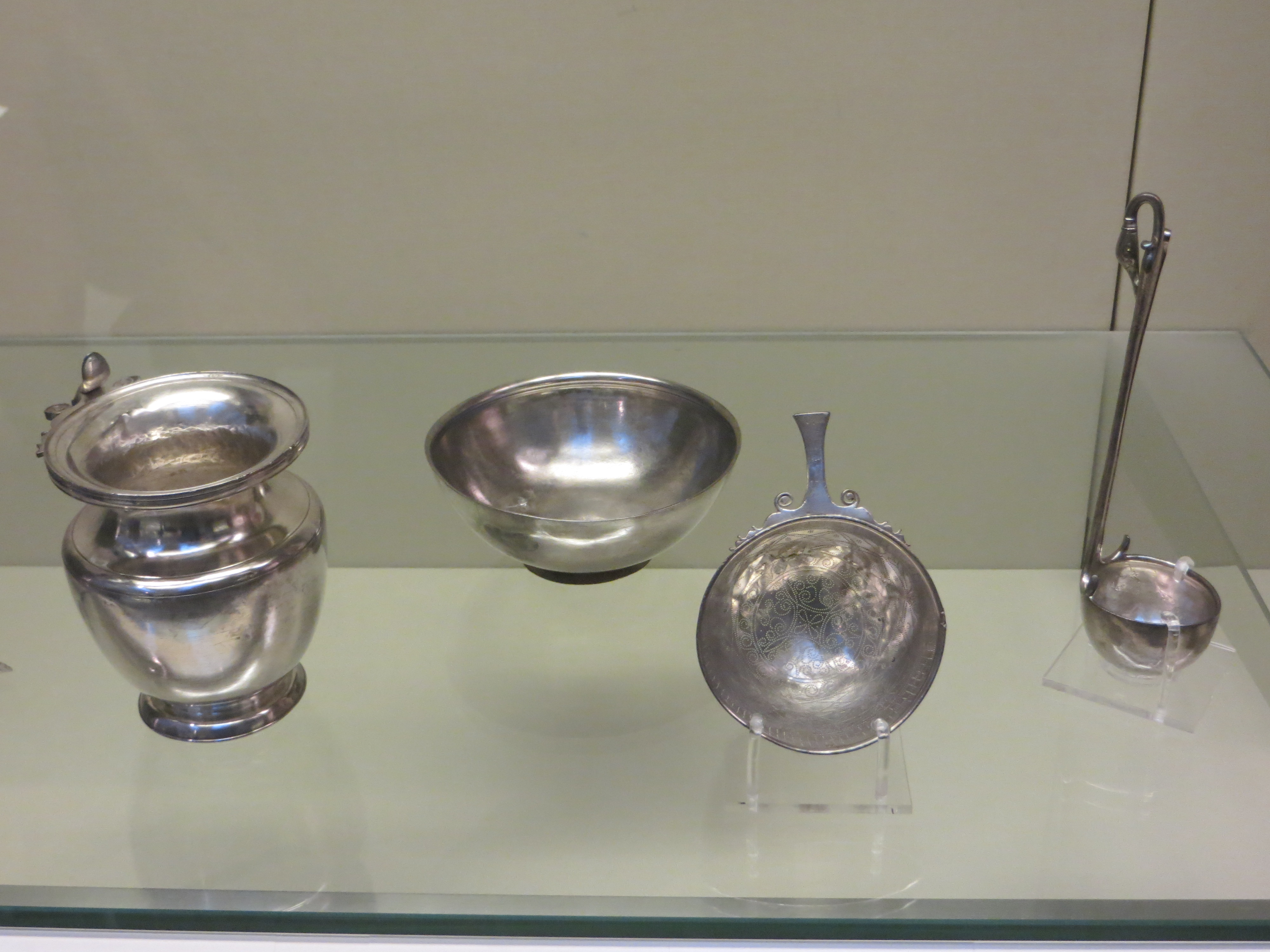
I quattro oggetti del servizio da vino

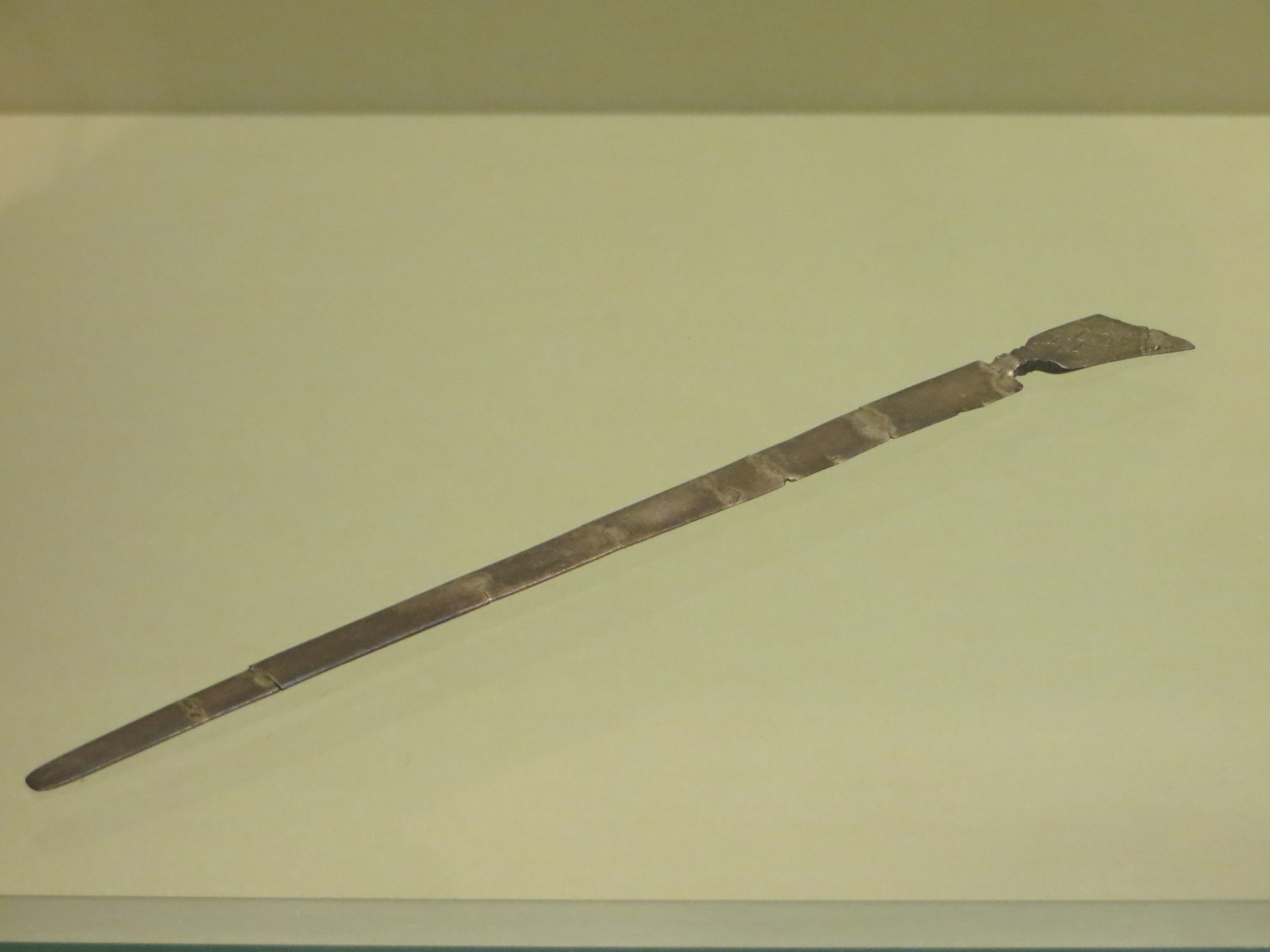
La spatula

Il tesoro di Arcisate è un insieme di oggetti d'argento di epoca romana, ritrovati in Italia all'inizio del XX secolo e da allora conservati nel British Museum a Londra. Secondo gli studiosi questo tesoro è di grande rilevanza a causa della completezza del set, della raffinatezza della sua fattura e del materiale prezioso utilizzato, oltre che del suo eccellente stato di conservazione.

## Scoperta
Il tesoro è stato scoperto nel 1900 ad Arcisate, in provincia di Varese, e quasi immediatamente acquistato da Adolf Roger, che a sua volta lo vendette per 200 sterline al British Museum. Le circostanze e il luogo del ritrovamento non sono chiare, e a causa di questo fatto non si è potuto stabilire con certezza l'origine e la datazione dei reperti, così come non si sa se siano stati occultati volontariamente.

## Caratteristiche
Il tesoro di Arcisate è composto da cinque oggetti, tutti fabbricati in argento. Si tratta di una brocca, una coppa, un colino e un attingitoio, componenti un servizio da vino completo. Oltre ad essi è presente una spatula, con probabilità appartenente a un servizio da toeletta femminile. Nella brocca il vino veniva miscelato con aromi o miele e diluito con acqua, con il mestolo dal manico verticale veniva poi versato nella coppa, filtrandolo attraverso il colino, e direttamente da questa era infine bevuto. Non si sa se il servizio era utilizzato in cerimonie, nella vita quotidiana o in entrambi i casi.
Diverse inscrizioni indicano i precedenti proprietari del tesoro. Sulla base della brocca è inciso: "Utia T(iti) f(ilia) p(ondo) I", che può essere tradotto come: "Utia figlia di Titus, una libbra". Il manico dell'attingitoio invece riporta inciso: "T. Uti V(ibi) f(ili) p(ondo) III sc(ripula) IV", ovvero: (questo mestolo appartiene a) Titus Utius, figlio di Vibius, pesa tre libbre e quattro once". Titus Utius probabilmente era un cittadino romano e padre di Utia, alla quale si riferisce la scritta della brocca. La famiglia degli Utii proveniva dal Sannio, per cui si pensa che la fabbricazione degli oggetti sia avvenuta nell'area campana.
L'età probabile degli oggetti è stimata fra gli anni 100 e 75 a.C., quando la regione non era stata ancora romanizzata, e si è ipotizzato quindi che la famiglia proprietaria avesse interessi commerciali nella zona, in campo minerario o nella compravendita di metalli. Probabilmente il tesoro è stato nascosto per delle sopraggiunte difficoltà, con l'intenzione di recuperarlo in seguito. Sembra infatti da escludersi che il suo interramento avesse una valenza votiva o funeraria, a causa dell'assenza di formule dedicatorie e del suo grande valore economico.